# شش‌تارریسان
شش‌تارریسان (نام علمی: Hexathelidae) نام یک تیره از راسته عنکبوت است.